# Diocese de Santo Ângelo

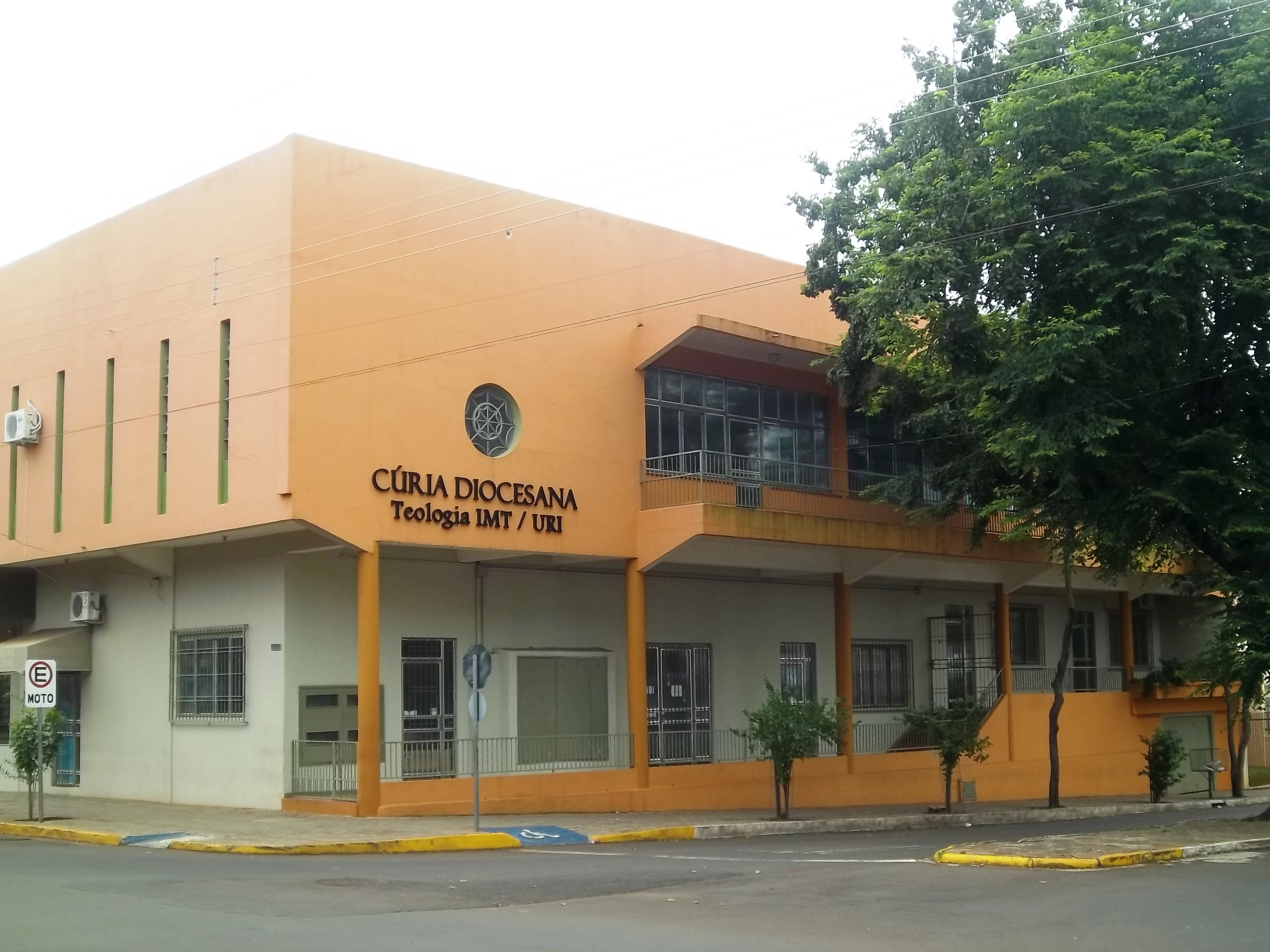
Sede da Cúria Diocesana de Santo Ângelo.

A Diocese de Santo Ângelo (em latim: Diœcesis Angelopolitana) é uma divisão eclesiástica da Igreja Católica sediada em Santo Ângelo, no Rio Grande do Sul. Pertence à Província Eclesiástica de Santa Maria, sediada na Arquidiocese de Santa Maria, região Sul 3 pela divisão da CNBB. Foi criada em 22 de maio de 1961, desmembrando-se da Diocese de Uruguaiana, pela Bula Apostolorum Exemplo, do Papa João XXIII e instalada no dia 12 de junho de 1962.

## Território
A diocese é formada por 40 paróquias, além da Catedral Diocesana. São as seguintes:
1. Catedral Diocesana Anjo da Guarda, Santo Ângelo
2. Paróquia Ascensão do Senhor, Santo Cristo
3. Paróquia Cristo Rei, Doutor Maurício Cardoso
4. Paróquia Nossa Senhora Auxiliadora, Santa Rosa
5. Paróquia Nossa Senhora da Conceição, Três de Maio
6. Paróquia Nossa Senhora da Conceição Aparecida, Tuparendi
7. Paróquia Nossa Senhora da Saúde, Tuparendi
8. Paróquia Nossa Senhora das Dores, Cândido Godói
9. Paróquia Nossa Senhora das Vitórias, Chiapetta
10. Paróquia Nossa Senhora do Bom Conselho, Campina das Missões
11. Paróquia Nossa Senhora do Rosário, Horizontina
12. Paróquia Nossa Senhora dos Navegantes, Porto Lucena
13. Paróquia Sagrada Família, Santa Rosa
14. Paróquia Sagrada Família, Santo Ângelo
15. Paróquia Sagrada Família de Nazaré, Cerro Largo
16. Paróquia Sagrado Coração de Jesus, Santa Rosa
17. Paróquia Sagrado Coração de Jesus, Giruá
18. Paróquia Sagrado Coração de Jesus, Bossoroca
19. Paróquia Sagrado Coração de Jesus, Porto Xavier
20. Paróquia Santa Cecília, Alecrim
21. Paróquia Santa Lúcia, Caibaté
22. Paróquia Santa Rosa de Lima, Independência
23. Paróquia Santa Teresa d'Ávila, Guarani das Missões
24. Paróquia Santa Terezinha, Eugênio de Castro
25. Paróquia Santo Antônio, Catuípe
26. Paróquia Santo Antônio, Santo Ângelo
27. Paróquia Santo Antônio, Santo Antônio das Missões
28. Paróquia São José, Pirapó
29. Paróquia São José, Boa Vista do Buricá
30. Paróquia São José, São José do Inhacorá
31. Paróquia São Luiz Gonzaga, São Luiz Gonzaga
32. Paróquia São Miguel, São Miguel das Missões
33. Paróquia São Nicolau, São Nicolau
34. Paróquia São Paulo Apóstolo, São Paulo das Missões
35. Paróquia São Pedro Apóstolo, São Pedro do Butiá
36. Paróquia São Roque, Tucunduva
37. Paróquia São Roque Gonzales, Roque Gonzales
38. Paróquia São Sebastião, Alegria e Inhacorá
39. Paróquia Todos os Santos do Caaró, Caibaté
40. Paróquia Três Mártires das Missões, Entre-Ijuís

## Bispos

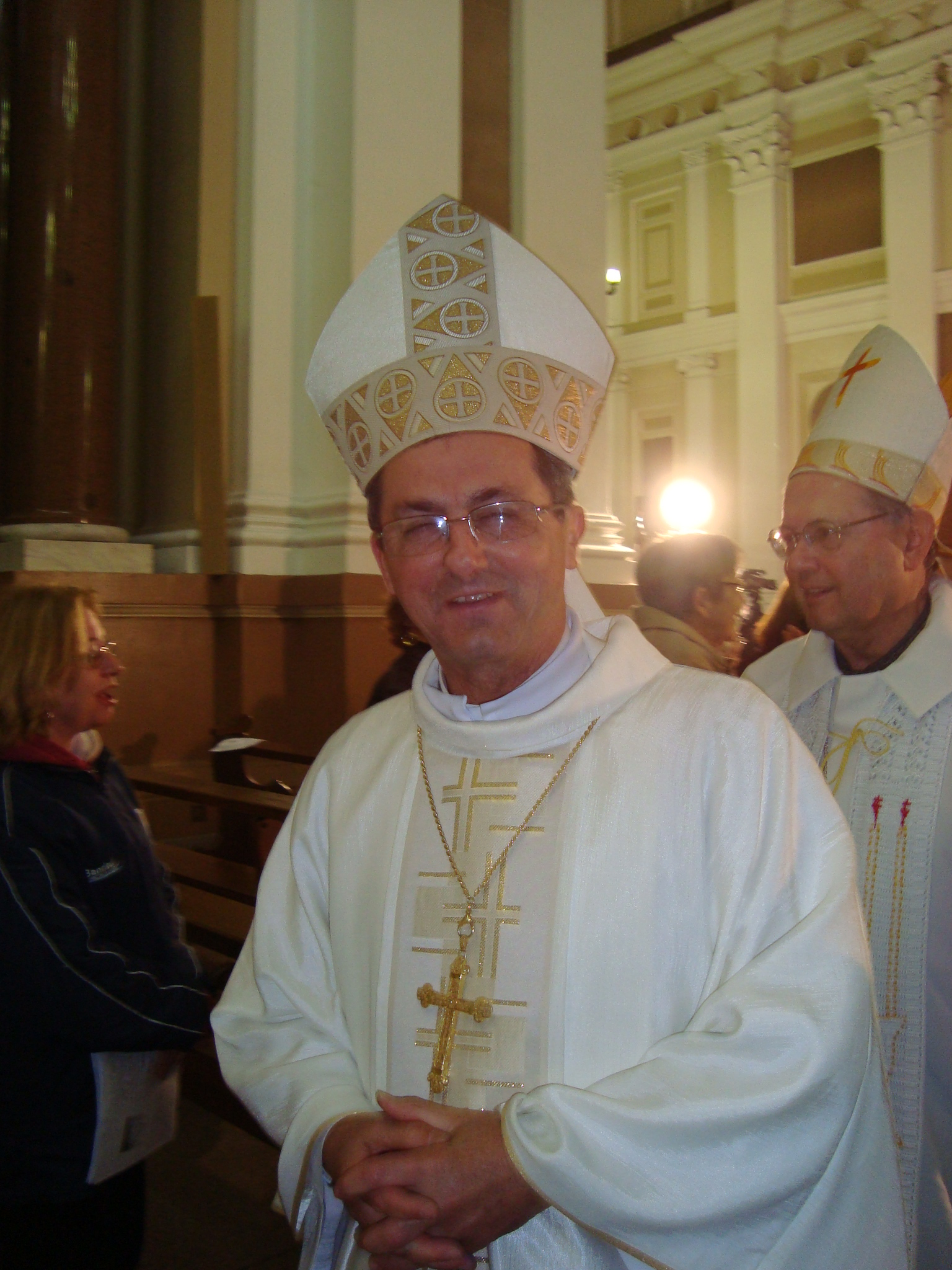
Dom Liro Vendelino Meurer, atual bispo diocesano.

Bispos responsáveis:
| Bispos         | Bispos                      | Bispos      | Bispos                         |
|                | Nome                        | Período     | Notas                          |
| -------------- | --------------------------- | ----------- | ------------------------------ |
| 4º             | Liro Vendelino Meurer       | 2013-       | Atual                          |
| 3º             | José Clemente Weber         | 2004-2013   | Bispo Emérito                  |
| 2º             | Estanislau Amadeu Kreutz    | 1973-2004   |                                |
| 1º             | Aloísio Lorscheider, O.F.M. | 1962-1973   | Nomeado Arcebispo de Fortaleza |
| Bispo-auxiliar |                             |             |                                |
|                | Estanislau Amadeu Kreutz    | 1972 - 1973 | Elevado a Bispo                |

## Estatísticas
Em 2017, a diocese abrangia uma população de 582 mil habitantes, sendo que destes 424 mil eram batizados, correspondendo a 72,9% do total.

## Instituições e monumentos católicos na área de ação da diocese
- 8º Carmelo Sagrado Coração de Jesus - Santo Ângelo
- Carmelo Imaculado Coração de Maria - Giruá
- Capela Verzeri - Santo Ângelo
- Instituto Missioneiro de Teologia - Santo Ângelo
- Monumento a São Pedro - São Pedro do Butiá
- Mosteiro da Transfiguração - Santa Rosa
- Santuário de Assunção - Roque Gonzales
- Santuário do Caaró - Caibaté
- Santuário de Nossa Senhora de Altoetting - Entre-Ijuís
- Santuário Nossa Senhora de Czestochowa - Guarani das Missões
- Santuário Nossa Senhora de Fátima de Buriti - Santo Ângelo
- Santuário de Nossa Senhora da Salete - Santo Ângelo
- Santuário Missioneiro de Schoenstatt - Santo Ângelo
- Seminário da Sagrada Família - Santo Ângelo
- Santuário de São Cristóvão e Santo Antônio - Santo Ângelo